# Cantó de Duclair
El cantó de Duclair és un cantó francès del departament del Sena Marítim, situat al districte de Rouen. Té 17 municipis i el cap és Duclair.

## Municipis
- Anneville-Ambourville
- Bardouville
- Berville-sur-Seine
- Duclair
- Épinay-sur-Duclair
- Hénouville
- Jumièges
- Mauny
- Le Mesnil-sous-Jumièges
- Quevillon
- Sainte-Marguerite-sur-Duclair
- Saint-Martin-de-Boscherville
- Saint-Paër
- Saint-Pierre-de-Varengeville
- Le Trait
- Yainville
- Yville-sur-Seine

## Història
| Data d'elecció                           | Identitat          | Partit           | Qualitat |
| ---------------------------------------- | ------------------ | ---------------- | -------- |
| 1935-1940                                | Armand de Malartic | Divers droite    |          |
| 1945-1949                                | Raymond Bretèche   | SFIO             |          |
| 1949-1955                                | Armand de Malartic | Divers droite    |          |
| 1955-1974                                | Raymond Bretèche   | SFIO, després PS |          |
| 1974-1992                                | Charles Carré      | PS               |          |
| 1992-2011                                | Bernard Léger      | PS               |          |
| 2011-                                    | Pierrette Canu     | PS               |          |
| les dades anteriors no són pas conegudes |                    |                  |          |
|                                          |                    |                  |          |

## Demografia
| A partir de 1990: Població sense dobles comptes |